# Christopher Young

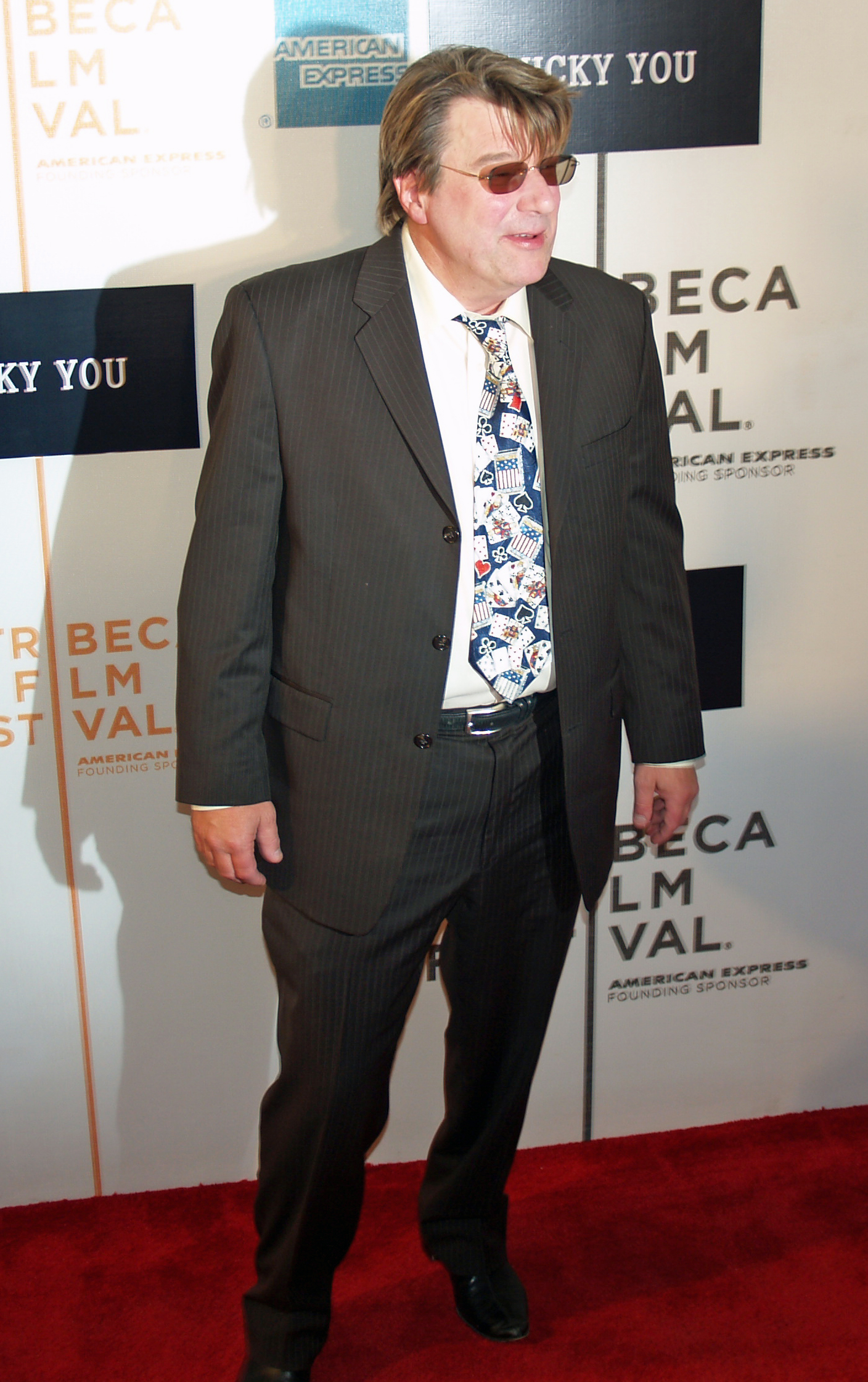
Christopher Young

Christopher Young (Redbanks, Nova Jérsia, 28 de abril de 1957) é um compositor de trilhas sonoras que fazem parte dos filmes de terror.

## Carreira
Christopher Young já trabalhou com a colaboração dos cineastas tais como: Curtis Hanson, Lasse Hallström, Jon Amiel e Sam Raimi.